# Абдишо V Хайят

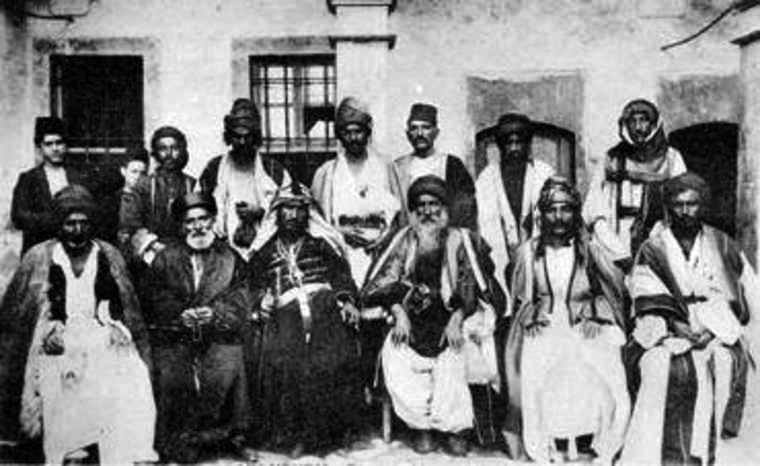
Мар Абдишо V Хайят среди священников и верующих, фотография 1895 года

Его Блаженство Мар Абдишо V Хайят или Абдишо Гивардис Хайят (15.10.1827 г., Мосул, Ирак — 6.11.1899 г., Мосул, Ирак) — епископ Амадии с 23 сентября 1860 года по 28 марта 1879 год, архиепископ Диярбакыра с 28 марта 1879 года по 28 октября 1894 год, архиепископ Багдадский и Патриарх Вавилона Халдейского Халдейской католической церкви с 28 октября 1894 года по 6 ноября 1899 год. Автор мосульского издания Пешитты.

## Биография
Абдишо Гивардис Хайят родился 15 октября 1817 года в городе Мосул (Ирак), в ассирийской семье. После обучения в Риме был рукоположён в 1855 году в священника.
23 марта 1860 года Абдишо Гивардис Хайят был рукоположён в епископа Амадии патриархом Иосифом VI Аудо.
28 марта 1879 года Абдишо Гивардис Хайят был назначен архиепископом Диярбакыра. 28 октября 1894 года Святейший Синод Халдейской католической церкви избрал Абдишо Гивардиса Хайята патриархом Вавилона Халдейского под именем Абдишо V.
Умер 6 ноября 1899 года в Мосуле.